# KKnD
KKnD hoặc Krush, Kill 'n' Destroy (ở Việt Nam thường gọi là Báo động đỏ) là phiên bản đầu tiên của loạt trò chơi máy tính thuộc thể loại chiến lược thời gian thực khoa học viễn tưởng KKnD do hãng Beam Software phát triển và Melbourne House phát hành vào ngày 25 tháng 3 năm 1997. Trò chơi lấy bối cảnh hậu tận thế, nơi mà hai phe đối nghịch chiến đấu lẫn nhau để giành quyền kiểm soát các nguồn tài nguyên thiên nhiên còn sót lại. Mỗi phe có chiến dịch riêng của mình bao gồm 15 nhiệm vụ từng phe, một chế độ chơi nối mạng cho phép lên đến 6 người chơi thông qua kết nối LAN hoặc modem/serial. KKnD: Xtreme là một bản mở rộng của KKND, phát hành vào ngày 31 tháng 10 năm 1997. Phần tiếp theo là KKnD2: Krossfire được phát hành vào năm 1998.

## Cốt truyện
Vào năm 2079 một cuộc xung đột nảy sinh giữa các quốc gia lớn trên Trái Đất. Hậu quả làm bùng nổ một cuộc chiến tranh hạt nhân và phá hủy bề mặt của hành tinh này. Một số người sống sót còn lại đã đào một hệ thống gồm nhiều hang, tầng dưới lớp vỏ Trái Đất trước khi bị vũ khí hạt nhân xóa sạch trên thế giới, cùng những thứ mà họ có thể cứu khỏi. Họ chuyển sự chú ý sang việc xây dựng những cỗ máy để trồi lên trên mặt đất thám hiểm thế giới xung quanh sau thảm họa vừa rồi. Những người sống sót sau vụ nổ sống trên mặt đất bị đột biến, và thống trị Trái Đất cho đến khi những người sống sót dưới lòng đất vượt qua bề mặt của Trái Đất.

## Phe phái

### Evolved
Quân đội phe Evolved được tạo thành chủ yếu bao gồm những sinh vật đột biến: động vật hoặc con người, với công nghệ thô sơ. Các đơn vị quân sự của họ gồm:
- Berserker (Chiến binh cuồng bạo): là một đơn vị cơ bản, tốt nhưng không có gì khác hơn là tấm bia đỡ đạn. Họ khá yếu hơn so với các đơn vị thuộc phe Survivor, nên giá thành rẻ hơn. Họ chiến đấu bằng cung và mũi tên nguyên thủy.
- Shotgunner (Lính cầm súng săn): là đơn vị chính, có khả năng tấn công tốt với tất cả kẻ thù nhưng dễ bị tấn công bởi bom và vũ khí tên lửa.
- Rioter (Người nổi loạn): là đơn vị lính chiến đấu bằng một loại chất nổ, nhưng có khả năng gây thiệt hại cho quân mình khi tấn công trong phạm vi gần.
- Pyro (Lính phun lửa): là đội vũ trang đột biến được trang bị súng phun lửa. Rất hữu hiệu khi dùng để chống lại bộ binh và công trình.
- Bazooka (Lính hỏa tiễn): tương tự như lính thiết giáp RPG của con người. Di chuyển chậm nhưng phá hủy xe cỗ rất dễ dàng.
- Dirty Harry (Harry dơ bẩn): một đơn vị biệt kích lẻ mặc bộ áo giáp làm bằng những tấm kim loại, sở hữu khẩu pháo cầm tay rất mạnh.
- Dire Wolf (Sói đáng sợ): một đơn vị hạng nhẹ bao gồm một Shotgunner cưỡi trên một con sói đột biến. Sử dụng tốt cho việc trinh sát, có hiệu quả trong các nhóm lớn.
- Bike and Sidecar (Xe máy và xe mô tô ba bánh): một chiếc xe trinh sát chắc chắn với một khẩu súng máy gắn trên nóc xe. Sử dụng tốt cho chiến thuật đánh và chạy.
- Scorpion (Bọ cạp): con bọ cạp tiến hóa có khả năng phun nọc độc. Có hiệu quả chống lại bộ binh.
- Monster Truck (Xe tải quái vật): một trong những chiếc xe phi hữu mà phe Evolved sử dụng. Trang bị súng máy, tỏ ra khá hiệu quả khi chống lại bộ binh (đơn vị rẻ nhất có thể được sử dụng để tấn công bộ binh).
- Bombardier Beetle (Bọ cánh cứng mang pháo): một con bọ cánh cứng có khả năng tung ra giọt hóa chất gây nổ từ vỏ của nó. Là một loại pháo binh của phe Evolved.
- Missile Crab (Cua tên lửa): một loài giáp xác khổng lồ với một dàn phóng tên lửa to lớn và cực kỳ mạnh mẽ được gắn trên lưng. Tốc độ di chuyển rất chậm.

### Survivors
- SWAT: các đơn vị bộ binh tinh nhuệ của phe những người sống sót. Rất mạnh khi đối đầu với các Berserker của phe Evolved.
- Sappers (Công binh): lính bộ binh ném lựu đạn, có hiệu quả khi tấn công các công trình và các mục tiêu di chuyển chậm.
- RPG: lính bộ binh phóng tên lửa. Không chính xác, nhưng sức phá hoại cao khi được sử dụng trong các nhóm hoặc chống lại các mục tiêu lớn.
- Flamer (Lính phun lửa): lính bộ binh được trang bị súng phun lửa nặng nề và di chuyển chậm chạp nhưng có hiệu quả chống lại xe cộ và công trình.
- Sniper (Lính bắn tỉa): là chuyên gia bắn tỉa, có khả năng gây thiệt hại lớn đối với bất kỳ mục tiêu nào ở xa.
- Dirt Bike (Xe máy dơ bẩn): một chiếc xe máy đơn giản mang theo một lính bộ binh được trang bị một súng máy phụ. Tỏ ra hiệu quả trong việc trinh sát.
- 4x4: một chiếc xe tải to lớn được trang bị súng máy. Tốc độ di chuyển nhanh, nhưng chỉ có lớp giáp bọc thép nhẹ.
- ATV: một chiếc xe 6 bánh di chuyển nhanh được trang bị một súng máy hạng nặng và tầm bắn khá lớn. Có hiệu quả khi chống lại bộ binh và các loại xe cơ giới hạng nhẹ.
- Flame ATV (ATV phun lửa): một chiếc xe ATV nâng cấp được trang bị một khẩu súng phun lửa rất có hiệu quả khi tấn công xe cộ và công trình.
- Anaconda Tank (Xe tăng Anaconda): một chiếc xe tăng hạng nặng có gắn khẩu pháo lớn. Có khả năng gây thiệt hại lớn cho bất kỳ mục tiêu nào nhưng tốc độ nạp đạn chậm.
- Barrage Craft (Tàu bắn): một con tàu được trang bị một dàn phóng tên lửa có khả năng bắn một loạt đạn sáu cái cùng lúc. Sử dụng để tấn công các mục tiêu gần và xa, nhưng có khuyết điểm là thời gian nạp đạn rất chậm, tốc độ di chuyển chậm chạp và có lớp giáp bọc thép nhẹ.
- Autocannon Tank (Xe tăng trang bị pháo tự động): một chiếc xe tăng khổng lồ được trang bị một nòng pháo quay lớn có khả năng tự động bắn và có lớp giáp bọc thép nặng. Tầm bắn xa, lớp giáp bọc thép có khả năng chịu đựng thiệt hại cao bù cho kích thước cồng kềnh và tốc độ di chuyển chậm chạp. Đặc biệt có thể cán xuyên qua lính bộ binh một cách dễ dàng và tỏ ra hiệu quả khi chống lại xe cộ và công trình.